# Свети Антон
 Тази статия е за селото в Словения.  За селото в Словакия вижте Свети Антон (Словакия).  
Свети Антон (на словенски: Sveti Anton) е село в Словения, Обално-крашки регион, община Копер. Според Националната статистическа служба на Република Словения през 2002 г. селото има 1641 жители.